# Италия на летних Олимпийских играх 2012
Италия на летних Олимпийских играх 2012 представлена 284 спортсменами в двадцати двух видах спорта.

## Награды
| Медаль  | Спортсмен | Вид спорта                  | Дисциплина                                 |
| ------- | --- | --------------------------- | ------------------------------------------ |
| Золото  | Даниэле Мольменти | Гребля на байдарках и каноэ | Гребной слалом, мужчины, байдарки-одиночки |
| Золото  | Никколо Камприани | Стрельба                    | Мужчины, винтовка с трёх позиций, 50 м     |
| Золото  | Джессика Росси | Стрельба                    | Женщины, трап                              |
| Золото  | Марко Гальяццо Мауро Несполи Микеле Франджилли | Стрельба из лука            | Мужчины, командное первенство              |
| Золото  | Карло Мольфетта | Тхэквондо                   | Мужчины, свыше 80 кг                       |
| Золото  | Элиза Ди Франчиска | Фехтование                  | Женщины, рапира, личное первенство         |
| Золото  | Элиза Ди Франчиска Арианна Эрриго Валентина Веццали Илария Сальватори | Фехтование                  | Женщины, рапира, командное первенство      |
| Золото  | Андреа Бальдини Джорджо Авола Андреа Кассара Валерио Аспромонте | Фехтование                  | Мужчины, рапира, командное первенство      |
| Серебро | Аллесио Сартори Романо Баттисти | Академическая гребля        | Мужчины, парные двойки                     |
| Серебро | Клементе Руссо | Бокс                        | Мужчины, до 91 кг                          |
| Серебро | Роберто Каммарелле | Бокс                        | Мужчины, свыше 91 кг                       |
| Серебро | Команда | Водное поло                 | Мужчины                                    |
| Серебро | Лука Тескони | Стрельба                    | Мужчины, пневматический пистолет, 10 м     |
| Серебро | Никколо Камприани | Стрельба                    | Мужчины, пневматическая винтовка, 10 м     |
| Серебро | Массимо Фабрицци | Стрельба                    | Мужчины, трап                              |
| Серебро | Арианна Эрриго | Фехтование                  | Женщины, рапира, личное первенство         |
| Серебро | Диего Оккьюцци | Фехтование                  | Мужчины, сабля, личное первенство          |
| Бронза  | Винченцо Манджакапре | Бокс                        | Мужчины, до 64 кг                          |
| Бронза  | Марко Аурелио Фонтана | Велоспорт                   | Мужчины, маунтинбайк                       |
| Бронза  | Андреа Бари Эмануэле Бирарелли Данте Бонинфанте Андреа Джови Иван Зайцев Михал Ласко Луиджи Мастранджело Самуэле Папи Симоне Пароди Кристиан Савани Драган Травица Алессандро Феи | Волейбол                    | Мужчины                                    |
| Бронза  | Розальба Форчинити | Дзюдо                       | Женщины, до 52 кг                          |
| Бронза  | Фабрицио Донато | Лёгкая атлетика             | Мужчины, тройной прыжок                    |
| Бронза  | Мартина Гримальди | Плавание                    | Женщины, 10 км в открытой воде             |
| Бронза  | Маттео Моранди | Спортивная гимнастика       | Мужчины, кольца                            |
| Бронза  | Мауро Сармьенто | Тхэквондо                   | Мужчины, до 80кг                           |
| Бронза  | Веццали, Валентина | Фехтование                  | Женщины, рапира, личное первенство         |
| Бронза  | Альдо Монтано Диего Оккьюцци Луиджи Самеле Луиджи Тарантино | Фехтование                  | Мужчины, сабля, командное первенство       |
| Бронза  | Элиза Бланки Ромина Лаурито Марта Паньини Элиза Сантони Анжелика Савраюк Андреа Стефанеску                                                                                        | Художественная гимнастика   | Женщины, групповое многоборье              |

## Результаты соревнований

### Академическая гребля
В следующий раунд из каждого заезда проходили несколько лучших экипажей (в зависимости от дисциплины). В утешительный заезд попадали спортсмены, выбывшие в предварительном раунде. В финал A выходили 6 сильнейших экипажей, остальные разыгрывали места в утешительных финалах B-F.
Мужчины
| Соревнование              | Спортсмены                         | Предварительный заезд | Предварительный заезд | Предварительный заезд | Отборочный заезд | Отборочный заезд | Отборочный заезд | Четвертьфинал | Четвертьфинал | Четвертьфинал | Полуфинал | Полуфинал | Полуфинал | Финал   | Финал   | Итоговое место |
| Соревнование              | Спортсмены                         | Заезд                 | Время                 | Место                 | Заезд            | Время            | Место            | Заезд         | Время         | Место         | Заезд     | Время     | Место     | Время   | Место   | Итоговое место |
| ------------------------- | ---------------------------------- | --------------------- | --------------------- | --------------------- | ---------------- | ---------------- | ---------------- | ------------- | ------------- | ------------- | --------- | --------- | --------- | ------- | ------- | -------------- |
| двойки                    | Никколо Морнати Лоренцо Карбончини | 3                     | 6:18,33               | 2 Q                   | не участвовали   | не участвовали   | не участвовали   | не проводится | не проводится | не проводится | 1         | 6:55,82   | 2 Q       | Финал A | Финал A | 4              |
| двойки                    | Никколо Морнати Лоренцо Карбончини | 3                     | 6:18,33               | 2 Q                   | не участвовали   | не участвовали   | не участвовали   | не проводится | не проводится | не проводится | 1         | 6:55,82   | 2 Q       | 6:26,17 | 4       | 4              |
| двойки парные             | Алессио Сартори Романо Баттисти    | 2                     | 6:18,50               | 2 Q                   | не участвовали   | не участвовали   | не участвовали   | не проводится | не проводится | не проводится | 1         | 6:20,68   | 3 Q       | Финал A | Финал A | 2              |
| двойки парные             | Алессио Сартори Романо Баттисти    | 2                     | 6:18,50               | 2 Q                   | не участвовали   | не участвовали   | не участвовали   | не проводится | не проводится | не проводится | 1         | 6:20,68   | 3 Q       | 6:32,80 | 2       | 2              |
| Парные двойки, лёгкий вес |                                    |                       |                       |                       |                  |                  |                  |               |               |               |           |           |           |         |         |                |
| Четвёрки                  |                                    |                       |                       |                       |                  |                  |                  |               |               |               |           |           |           |         |         |                |
| Парные четвёрки           |                                    |                       |                       |                       |                  |                  |                  |               |               |               |           |           |           |         |         |                |
| Четвёрки, лёгкий вес      |                                    |                       |                       |                       |                  |                  |                  |               |               |               |           |           |           |         |         |                |

Женщины
| Соревнование | Спортсмены | Отборочная гонка | Отборочная гонка | Четвертьфинал/ Дополнительная гонка | Четвертьфинал/ Дополнительная гонка | Полуфинал | Полуфинал | Финал | Финал |
| Соревнование | Спортсмены | Время            | Место            | Время                               | Место                               | Время     | Место     | Время | Место |
| ------------ | ---------- | ---------------- | ---------------- | ----------------------------------- | ----------------------------------- | --------- | --------- | ----- | ----- |
| Двойки       |            |                  |                  |                                     |                                     |           |           |       |       |

### Бадминтон
Спортсменов — 1
Женщины
| Соревнование     | Спортсмены       | Групповой этап | Групповой этап | Групповой этап | 1/8 финала    | 1/4 финала    | 1/2 финала    | Финал         | Финал |
| Соревнование     | Спортсмены       | 1 матч         | 2 матч         | 3 матч         | 1/8 финала    | 1/4 финала    | 1/2 финала    | Финал         | Финал |
| Соревнование     | Спортсмены       | Соперник Счёт  | Соперник Счёт  | Соперник Счёт  | Соперник Счёт | Соперник Счёт | Соперник Счёт | Соперник Счёт | Место |
| ---------------- | ---------------- | -------------- | -------------- | -------------- | ------------- | ------------- | ------------- | ------------- | ----- |
| Одиночный разряд | Аньезе Аллегрини |                |                |                |               |               |               |               |       |

### Бокс
Спортсменов — 7
Мужчины
| Соревнование | Спортсмены           | Первый раунд               | Второй раунд                     | Четвертьфинал                     | Полуфинал                           | Финал                        | Место                |
| Соревнование | Спортсмены           | Соперник Результат         | Соперник Результат               | Соперник Результат                | Соперник Результат                  | Соперник Результат           | Место                |
| ------------ | -------------------- | -------------------------- | -------------------------------- | --------------------------------- | ----------------------------------- | ---------------------------- | -------------------- |
| до 49 кг     | Мануэль Каппаи       | Марк Баррига (PHI) П 7-17  | Завершил выступление             | Завершил выступление              | Завершил выступление                | Завершил выступление         | Завершил выступление |
| до 52 кг     | Винченцо Пикарди     |                            | Нямбаярын Тогсцогт (MGL) П 16-17 | Завершил выступление              | Завершил выступление                | Завершил выступление         | Завершил выступление |
| до 56 кг     | Витторио Парринелло  | Джонас Матеус (NAM) В 18-7 | Люк Кэмпбелл (GBR) П 9-11        | Завершил выступление              | Завершил выступление                | Завершил выступление         | Завершил выступление |
| до 60 кг     | Доменико Валентино   |                            | Джош Тейлор (GBR) В 15-10        | Эвальдас Пятраускас (LTU) П 14-16 | Завершил выступление                | Завершил выступление         | Завершил выступление |
| до 64 кг     | Винченцо Манджакапре |                            | Дьюла Кате (HUN) В 20-14         | Данияр Елеусинов (KAZ) В 16-12    | Роньель Иглесиас (CUB) П 8-15       | Завершил выступление         | 3                    |
| до 91 кг     | Клементе Руссо       |                            | Тумба Силва (ANG) В WO           | Хосе Лардуэт (CUB) В 12-10        | Теймур Мамедов (AZE) В 15-13        | Александр Усик (UKR) П 11-14 | 2                    |
| свыше 91 кг  | Роберто Каммарелле   |                            | Итало Переа (ECU) В 18-10        | Мохамед Арджауи (MAR) В 12-11     | Магомедрасул Меджидов (AZE) В 13-12 | Энтони Джошуа (GBR) П 18-18+ | 2                    |

### Велоспорт
Спортсменов —

#### Шоссейный велоспорт
Мужчины
| Соревнование     | Спортсмены | Время | Место |
| ---------------- | ---------- | ----- | ----- |
| групповая гонка  |            |       |       |
|                  |            |       |       |
|                  |            |       |       |
|                  |            |       |       |
|                  |            |       |       |
| раздельная гонка |            |       |       |

### Водные виды спорта

#### Водное поло
Спортсменов — 26

##### Мужчины
На Игры квалифицировалась мужская сборная Италии в составе 13 человек.

##### Женщины
Состав команды
| Женская сборная Италии по водному поло | Женская сборная Италии по водному поло | Женская сборная Италии по водному поло | Женская сборная Италии по водному поло | Женская сборная Италии по водному поло | Женская сборная Италии по водному поло | Женская сборная Италии по водному поло | Женская сборная Италии по водному поло |
| №                                      | Имя                                    | Дата рождения (возраст)                | Рост                                   | Вес                                    | Клуб                                   | Игры                                   | Голы                                   |
| -------------------------------------- | -------------------------------------- | -------------------------------------- | -------------------------------------- | -------------------------------------- | -------------------------------------- | -------------------------------------- | -------------------------------------- |
| 1                                      | Элена Джильи (GK)                      | 9 июля 1985 (27 лет)                   | 1,90 м                                 | 76 кг                                  | Про Рекко                              | 0                                      | 0                                      |
| 2                                      | Симона Аббате                          | 22 августа 1983 (28 лет)               | 1,71 м                                 | 64 кг                                  | Про Рекко                              | 0                                      | 5                                      |
| 3                                      | Элиза Казанова                         | 26 ноября 1973 (38 лет)                | 1,85 м                                 | 100 кг                                 | Рари Нант Империя                      | 0                                      | 3                                      |
| 4                                      | Анико Пелле                            | 28 сентября 1978 (33 года)             | 1,70 м                                 | 75 кг                                  | Чирколо Каннотьери Ортиджа             | 0                                      | 2                                      |
| 5                                      | Федерика Радикки                       | 21 декабря 1988 (23 года)              | 1,69 м                                 | 64 кг                                  | Оридзонте Катанья                      | 0                                      | 4                                      |
| 6                                      | Аллегра Лапи                           | 8 сентября 1985 (26 лет)               | 1,67 м                                 | 51 кг                                  | Фиорентина                             | 0                                      | 0                                      |
| 7                                      | Таня Ди Марио                          | 4 мая 1979 (33 года)                   | 1,67 м                                 | 59 кг                                  | Оридзонте Катанья                      | 0                                      | 18                                     |
| 8                                      | Роберта Бьянкони                       | 8 февраля 1989 (23 года)               | 1,75 м                                 | 76 кг                                  | Про Рекко                              | 0                                      | 3                                      |
| 9                                      | Джулия Эммоло                          | 16 октября 1991 (20 лет)               | 1,72 м                                 | 66 кг                                  | Рари Нант Империя                      | 0                                      | 8                                      |
| 10                                     | Джулия Рамбальди                       | 11 ноября 1986 (25 лет)                | 1,78 м                                 | 67 кг                                  | Про Рекко                              | 0                                      | 2                                      |
| 11                                     | Александра Котти                       | 13 декабря 1988 (23 года)              | 1,66 м                                 | 64 кг                                  | Про Рекко                              | 0                                      | 1                                      |
| 12                                     | Тереза Фрассинетти                     | 24 декабря 1985 (26 лет)               | 1,78 м                                 | 70 кг                                  | Про Рекко                              | 0                                      | 3                                      |
| 13                                     | Джулия Горлеро (GK)                    | 26 сентября 1990 (21 год)              | 1,79 м                                 | 70 кг                                  | Рари Нант Империя                      | 0                                      | 0                                      |
| Главный тренер: Фабио Конти            |                                        |                                        |                                        |                                        |                                        |                                        |                                        |

Результаты
Группа B
| Место | Команда        | И | В | Н | П | МЗ | МП | МР  | Очки |
| ----- | -------------- | - | - | - | - | -- | -- | --- | ---- |
| 1     | Австралия      | 3 | 3 | 0 | 0 | 37 | 19 | +18 | 6    |
| 2     | Россия         | 3 | 2 | 0 | 1 | 22 | 21 | +1  | 4    |
| 3     | Италия         | 3 | 1 | 0 | 2 | 22 | 22 | 0   | 2    |
| 4     | Великобритания | 3 | 0 | 0 | 3 | 14 | 33 | −19 | 0    |

| 30 июля 2012 15:30 | Отчёт | Италия                                                                                               | 8:10 | Австралия | Ватерпольная арена, Лондон Судьи: Стивен Ротсарт, Дьёрдь Юнас |
| 30 июля 2012 15:30 | Отчёт | Счёт по четвертям: 1:2, 3:2, 0:4, 4:2                                                                |      | | Ватерпольная арена, Лондон Судьи: Стивен Ротсарт, Дьёрдь Юнас |
| 30 июля 2012 15:30 | Отчёт | Таня Ди Марио, Федерика Радикки — 2 Симона Аббате, Элиза Казанова, Анико Пелле, Роберта Бьянкони — 1 | Голы | 3 — Кейт Гюнтер 2 — Никола Загейм 1 — Гленкора Ральф, Бронвен Нокс, Рови Уэбстер, Эш Саузерн, Холли Линкольн-Смит | Ватерпольная арена, Лондон Судьи: Стивен Ротсарт, Дьёрдь Юнас |

| 1 августа 2012 15:30 | Отчёт | Италия                                                | 4:7  | Россия                                                                                       | Ватерпольная арена, Лондон Судьи: Серхи Боррель, Херман Моллер |
| 1 августа 2012 15:30 | Отчёт | Счёт по четвертям: 0:1, 1:1, 1:4, 2:1                 |      |                                                                                              | Ватерпольная арена, Лондон Судьи: Серхи Боррель, Херман Моллер |
| 1 августа 2012 15:30 | Отчёт | Таня Ди Марио — 2 Симона Аббате, Джулия Рамбальди — 1 | Голы | 3 — Екатерина Лисунова 1 — Ольга Беляева, Софья Конух, Евгения Хохрякова, Екатерина Танкеева | Ватерпольная арена, Лондон Судьи: Серхи Боррель, Херман Моллер |

| 3 августа 2012 18:20 | Отчёт | Италия                                                                 | 10:5 | Великобритания                                                                 | Ватерпольная арена, Лондон Судьи: Герман Моллер, Кадзухико Макита |
| 3 августа 2012 18:20 | Отчёт | Счёт по четвертям: 4:2, 2:1, 2:1, 2:1                                  |      |                                                                                | Ватерпольная арена, Лондон Судьи: Герман Моллер, Кадзухико Макита |
| 3 августа 2012 18:20 | Отчёт | Джулия Эммоло, Таня Ди Марио — 3 Тереза Фрассинетти, Симона Аббате — 2 | Голы | 2 — Кьяра Гибсон-Бирн 1 — Франческа Пейнтер-Снелл, Алекс Рутлидж, Хлое Уилкокс | Ватерпольная арена, Лондон Судьи: Герман Моллер, Кадзухико Макита |

1/4 финала
| 5 августа 2012 19:00 | Отчёт | Италия                                                                     | 6:9  | США                                                                                    | Ватерпольная арена Судьи: Адриан Александреску, Михайло Чирич |
| 5 августа 2012 19:00 | Отчёт | Счёт по четвертям: 3:3, 0:3, 1:0, 2:3                                      |      |                                                                                        | Ватерпольная арена Судьи: Адриан Александреску, Михайло Чирич |
| 5 августа 2012 19:00 | Отчёт | Таня Ди Марио — 3 Федерика Радикки, Роберта Бьянкони, Александра Котти — 1 | Голы | 3 — Мелисса Сейдеманн 2 — Бренда Вилла, Келли Рулон 1 — Мэгги Стефенс, Кортни Мэтьюсон | Ватерпольная арена Судьи: Адриан Александреску, Михайло Чирич |

Матч за 5-8-е места
| 7 августа 2012 14:10 | Отчёт | Италия | 10:14 | Китай                                                                                         | Ватерпольная арена, Лондон Судьи: Светлана Древаль, Антон Бервутс |
| 7 августа 2012 14:10 | Отчёт | Счёт по четвертям: 2:5, 2:5, 2:2, 4:2                                                                     |       |                                                                                               | Ватерпольная арена, Лондон Судьи: Светлана Древаль, Антон Бервутс |
| 7 августа 2012 14:10 | Отчёт | Таня Ди Марио — 4 Джулия Эммоло — 2 Федерика Радикки, Элиза Казанова, Симона Аббате, Роберта Бьянкони — 1 | Голы  | 2 — Ван И, Сунь Ятин, Тэн Фэй, Сон Донлунь, Ма Хуаньхуань, Чжан Лэй 1 — Хэ Цзинь, Сунь Юцзюнь | Ватерпольная арена, Лондон Судьи: Светлана Древаль, Антон Бервутс |

Матч за 7-е место
| 9 августа 2012 14:30 | Отчёт | Италия | 11:7 | Великобритания                                                                         | Ватерпольная арена, Лондон Судьи: Дэниел Флехайв, Дьёрдь Юхас |
| 9 августа 2012 14:30 | Отчёт | Счёт по четвертям: 2:3, 4:0, 3:2, 2:2                                                                     |      |                                                                                        | Ватерпольная арена, Лондон Судьи: Дэниел Флехайв, Дьёрдь Юхас |
| 9 августа 2012 14:30 | Отчёт | Таня Ди Марио — 4 Джулия Эммоло — 3 Тереза Фрассинетти, Элиза Казанова, Аника Пелло, Джулия Рамбальди — 1 | Голы | 2 — Фьона Маккэн, Франческа Клейтон 1 — Бекки Киршоу, Алекс Рутлидж, Кьяра Гибсон-Бирн | Ватерпольная арена, Лондон Судьи: Дэниел Флехайв, Дьёрдь Юхас |

Итог: 7-е место

#### Плавание
Спортсменов —
В следующий раунд на каждой дистанции проходят лучшие спортсмены по времени, независимо от места занятого в своём заплыве.
Мужчины
| Соревнование                 | Спортсмен           | Предварительные заплывы | Предварительные заплывы | Полуфиналы           | Полуфиналы           | Финал                | Финал                |
| Соревнование                 | Спортсмен           | Результат               | Место                   | Результат            | Место                | Результат            | Место                |
| ---------------------------- | ------------------- | ----------------------- | ----------------------- | -------------------- | -------------------- | -------------------- | -------------------- |
| 50 м вольный стиль           | Лука Дотто          | 22,12                   | 11                      | 22,09                | 13                   | Завершил выступление | Завершил выступление |
| 50 м вольный стиль           | Марко Орси          | 22,36                   | 19                      | Завершил выступление | Завершил выступление | Завершил выступление | Завершил выступление |
| 100 м вольный стиль          |                     |                         |                         |                      |                      |                      |                      |
|                              |                     |                         |                         |                      |                      |                      |                      |
| 200 м вольный стиль          | Марко Белотти       |                         |                         |                      |                      |                      |                      |
| 400 м вольный стиль          | Самуэль Пиццетти    |                         |                         |                      |                      |                      |                      |
| 1500 м вольный стиль         |                     |                         |                         |                      |                      |                      |                      |
|                              |                     |                         |                         |                      |                      |                      |                      |
| 100 м на спине               | Мирко Ди Тора       |                         |                         |                      |                      |                      |                      |
| 200 м на спине               | Себастиано Ранфаньи |                         |                         |                      |                      |                      |                      |
| 100 м брасс                  | Фабио Скоццоли      |                         |                         |                      |                      |                      |                      |
| 100 м брасс                  | Маттия Пеше         |                         |                         |                      |                      |                      |                      |
| 100 м баттерфляй             | Маттео Ривольта     |                         |                         |                      |                      |                      |                      |
| 200 м комплекс               | Федерико Туррини    |                         |                         |                      |                      |                      |                      |
| 400 м комплекс               | Федерико Туррини    |                         |                         |                      |                      |                      |                      |
| 4×100 м вольный стиль        |                     |                         |                         |                      |                      |                      |                      |
| 4×200 м вольный стиль        |                     |                         |                         |                      |                      |                      |                      |
| 4×100 метров комбинированная |                     |                         |                         |                      |                      |                      |                      |

Женщины
| Соревнование        | Спортсмен | Предварительный раунд | Предварительный раунд | Полуфинал | Полуфинал | Финал     | Финал |
| Соревнование        | Спортсмен | Результат             | Место                 | Результат | Место     | Результат | Место |
| ------------------- | --------- | --------------------- | --------------------- | --------- | --------- | --------- | ----- |
| 200 м вольный стиль |           |                       |                       |           |           |           |       |
| 800 м вольный стиль |           |                       |                       |           |           |           |       |
| 800 м вольный стиль |           |                       |                       |           |           |           |       |
| 100 м брасс         |           |                       |                       |           |           |           |       |
| 200 м брасс         |           |                       |                       |           |           |           |       |
|                     |           |                       |                       |           |           |           |       |
| 400 м комплекс      |           |                       |                       |           |           |           |       |

Открытая вода
| Соревнование  | Спортсмены        | Результат | Отставание | Место |
| ------------- | ----------------- | --------- | ---------- | ----- |
| 10 километров | Мартина Гримальди |           |            |       |

#### Прыжки в воду
Мужчины
| Соревнование      | Спортсмены | Предварительный раунд | Предварительный раунд | Полуфинал | Полуфинал | Финал     | Финал |
| Соревнование      | Спортсмены | Результат             | Место                 | Результат | Место     | Результат | Место |
| ----------------- | ---------- | --------------------- | --------------------- | --------- | --------- | --------- | ----- |
| Трамплин, 3 метра |            |                       |                       |           |           |           |       |
|                   |            |                       |                       |           |           |           |       |
| Вышка, 10 метров  |            |                       |                       |           |           |           |       |
|                   |            |                       |                       |           |           |           |       |

Женщины
| Соревнование                 | Спортсмены | Предварительный раунд | Предварительный раунд | Полуфинал | Полуфинал | Финал     | Финал |
| Соревнование                 | Спортсмены | Результат             | Место                 | Результат | Место     | Результат | Место |
| ---------------------------- | ---------- | --------------------- | --------------------- | --------- | --------- | --------- | ----- |
| Трамплин, 3 метра            |            |                       |                       |           |           |           |       |
|                              |            |                       |                       |           |           |           |       |
| Вышка, 10 метров             |            |                       |                       |           |           |           |       |
|                              |            |                       |                       |           |           |           |       |
| Синхронный трамплин, 3 метра |            |                       |                       |           |           |           |       |

### Волейбол
Женщины
На игры квалифицировалась женская сборная Италии в составе 12 человек.

#### Пляжный волейбол
Мужчины
| Спортсмены                 | Групповой этап | Групповой этап | Групповой этап | Место | 1/8 финала     | Четвертьфиналы | Полуфиналы     | Финал          | Финал |
| Спортсмены                 | Соперники Счёт | Соперники Счёт | Соперники Счёт | Место | Соперники Счёт | Соперники Счёт | Соперники Счёт | Соперники Счёт | Место |
| -------------------------- | -------------- | -------------- | -------------- | ----- | -------------- | -------------- | -------------- | -------------- | ----- |
| Паоло Николаи Даниэле Лупо |                |                |                |       |                |                |                |                |       |

Женщины
| Спортсмены                     | Групповой этап | Групповой этап | Групповой этап | Место | 1/8 финала     | Четвертьфиналы | Полуфиналы     | Финал          | Финал |
| Спортсмены                     | Соперники Счёт | Соперники Счёт | Соперники Счёт | Место | Соперники Счёт | Соперники Счёт | Соперники Счёт | Соперники Счёт | Место |
| ------------------------------ | -------------- | -------------- | -------------- | ----- | -------------- | -------------- | -------------- | -------------- | ----- |
| Грета Чиколари Марта Менегатти |                |                |                |       |                |                |                |                |       |

### Гимнастика
Спортсменов —

#### Спортивная гимнастика
Мужчины
| Соревнование          | Спортсмен | Вольные упражнения | Вольные упражнения | Опорный прыжок | Опорный прыжок | Брусья | Брусья | Перекладина | Перекладина | Кольца | Кольца | Конь | Конь  | Абсолютное первенство | Абсолютное первенство |
| Соревнование          | Спортсмен | Очки               | Место              | Очки           | Место          | Очки   | Место  | Очки        | Место       | Очки   | Место  | Очки | Место | Очки                  | Место                 |
| --------------------- | --------- | ------------------ | ------------------ | -------------- | -------------- | ------ | ------ | ----------- | ----------- | ------ | ------ | ---- | ----- | --------------------- | --------------------- |
| абсолютное первенство |           |                    |                    |                |                |        |        |             |             |        |        |      |       |                       |                       |
|                       |           |                    |                    |                |                |        |        |             |             |        |        |      |       |                       |                       |
|                       |           |                    |                    |                |                |        |        |             |             |        |        |      |       |                       |                       |
|                       |           |                    |                    |                |                |        |        |             |             |        |        |      |       |                       |                       |
|                       |           |                    |                    |                |                |        |        |             |             |        |        |      |       |                       |                       |
| командное первенство  |           |                    |                    |                |                |        |        |             |             |        |        |      |       |                       |                       |

Женщины
| Соревнование          | Спортсмен | Вольные упражнения | Вольные упражнения | Бревно | Бревно | Брусья | Брусья | Опорный прыжок | Опорный прыжок | Абсолютное первенство | Абсолютное первенство |
| Соревнование          | Спортсмен | Очки               | Место              | Очки   | Место  | Очки   | Место  | Очки           | Место          | Очки                  | Место                 |
| --------------------- | --------- | ------------------ | ------------------ | ------ | ------ | ------ | ------ | -------------- | -------------- | --------------------- | --------------------- |
| абсолютное первенство |           |                    |                    |        |        |        |        |                |                |                       |                       |
|                       |           |                    |                    |        |        |        |        |                |                |                       |                       |
|                       |           |                    |                    |        |        |        |        |                |                |                       |                       |
|                       |           |                    |                    |        |        |        |        |                |                |                       |                       |
|                       |           |                    |                    |        |        |        |        |                |                |                       |                       |
| командное первенство  |           |                    |                    |        |        |        |        |                |                |                       |                       |

#### Художественная гимнастика
Женщины
| Соревнование              | Спортсменки | Квалификация | Квалификация | Финал | Финал |
| Соревнование              | Спортсменки | Очки         | Место        | Очки  | Место |
| ------------------------- | ----------- | ------------ | ------------ | ----- | ----- |
| индивидуальное многоборье |             |              |              |       |       |
| групповое многоборье      |             |              |              |       |       |

#### Прыжки на батуте
Мужчины
| Соревнование      | Спортсмены | Квалификация | Квалификация | Финал | Финал |
| Соревнование      | Спортсмены | Очки         | Место        | Очки  | Место |
| ----------------- | ---------- | ------------ | ------------ | ----- | ----- |
| личное первенство |            |              |              |       |       |

### Гребля на байдарках и каноэ
Спортсменов —

#### Гребля на гладкой воде
Женщины
| Соревнование | Спортсмены | Предварительный этап | Предварительный этап | Полуфиналы | Полуфиналы | Финал | Финал |
| Соревнование | Спортсмены | Время                | Место                | Время      | Место      | Время | Место |
| ------------ | ---------- | -------------------- | -------------------- | ---------- | ---------- | ----- | ----- |
| Б-1, 500 м   |            |                      |                      |            |            |       |       |

#### Гребной слалом
Мужчины
| Соревнование | Спортсмены       | Предварительный этап | Предварительный этап | Предварительный этап | Предварительный этап | Предварительный этап | Предварительный этап | Предварительный этап | Полуфинал | Полуфинал | Полуфинал | Полуфинал | Финал     | Финал     | Финал     | Финал     |
| Соревнование | Спортсмены       | 1 попытка            | 1 попытка            | 1 попытка            | 2 попытка            | 2 попытка            | 2 попытка            | Место                | Полуфинал | Полуфинал | Полуфинал | Полуфинал | Финал     | Финал     | Финал     | Финал     |
| Соревнование | Спортсмены       | Время                | Штраф                | Итог                 | Время                | Штраф                | Итог                 | Место                | Время     | Штраф     | Итог      | Место     | Время     | Штраф     | Итог      | Место     |
| ------------ | ---------------- | -------------------- | -------------------- | -------------------- | -------------------- | -------------------- | -------------------- | -------------------- | --------- | --------- | --------- | --------- | --------- | --------- | --------- | --------- |
| Б-1          |                  |                      |                      |                      |                      |                      |                      |                      |           |           |           |           |           |           |           |           |
| К-1          | Стефано Чипресси | 96,40                | 0                    | 96,40                | 95,74                | 4                    | 99,74                | 13                   | Не прошёл | Не прошёл | Не прошёл | Не прошёл | Не прошёл | Не прошёл | Не прошёл | Не прошёл |

Женщины
| Соревнование | Спортсмены | Предварительный этап | Предварительный этап | Предварительный этап | Предварительный этап | Предварительный этап | Предварительный этап | Предварительный этап | Полуфинал | Полуфинал | Полуфинал | Полуфинал | Финал | Финал | Финал | Финал |
| Соревнование | Спортсмены | 1 попытка            | 1 попытка            | 1 попытка            | 2 попытка            | 2 попытка            | 2 попытка            | Место                | Полуфинал | Полуфинал | Полуфинал | Полуфинал | Финал | Финал | Финал | Финал |
| Соревнование | Спортсмены | Время                | Штраф                | Итог                 | Время                | Штраф                | Итог                 | Место                | Время     | Штраф     | Итог      | Место     | Время | Штраф | Итог  | Место |
| ------------ | ---------- | -------------------- | -------------------- | -------------------- | -------------------- | -------------------- | -------------------- | -------------------- | --------- | --------- | --------- | --------- | ----- | ----- | ----- | ----- |
| Б-1          |            |                      |                      |                      |                      |                      |                      |                      |           |           |           |           |       |       |       |       |

### Дзюдо
Спортсменов — 9
Соревнования по дзюдо проводились по системе на выбывание. Утешительные встречи проводились между спортсменами, потерпевшими поражение в четвертьфинале турнира. Победители утешительных встреч встречались в схватке за 3-е место со спортсменами, проигравшими в полуфинале в противоположной половине турнирной сетки.
Мужчины
| Категория | Спортсмены | 1/32 финала                          | 1/16 финала                             | 1/8 финала                            | Четвертьфинал                        | Полуфинал                              | Финал                                 | Место |
| Категория | Спортсмены | Соперник Результат                   | Соперник Результат                      | Соперник Результат                    | Соперник Результат                   | Соперник Результат                     | Соперник Результат                    | Место |
| --------- | ---------- | ------------------------------------ | --------------------------------------- | ------------------------------------- | ------------------------------------ | -------------------------------------- | ------------------------------------- | ----- |
| до 60 кг  | Элио Верде | Хуан Постигос (PER) поб. 1000 — 0001 | Георгий Зантарая (UKR) поб. 0010 — 0002 | Набор Кастильо (MEX) поб. 1011 — 0011 | Ованес Давтян (ARM) поб. 0010 — 0002 | Хироаки Хираока (JPN) пор. 0000 — 1100 | За 3-е место                          | 5     |
| до 60 кг  | Элио Верде | Хуан Постигос (PER) поб. 1000 — 0001 | Георгий Зантарая (UKR) поб. 0010 — 0002 | Набор Кастильо (MEX) поб. 1011 — 0011 | Ованес Давтян (ARM) поб. 0010 — 0002 | Хироаки Хираока (JPN) пор. 0000 — 1100 | Фелипе Китадай (BRA) пор. 0000 — 0011 | 5     |
| до 66 кг  |            |                                      |                                         |                                       |                                      |                                        |                                       |       |
| до 81 кг  |            | Не участвовал                        |                                         |                                       |                                      |                                        |                                       |       |
| до 90 кг  |            |                                      |                                         |                                       |                                      |                                        |                                       |       |

Женщины
| Категория | Спортсмены | 1/16 финала        | 1/8 финала         | Четвертьфинал      | Полуфинал          | Финал              | Место |
| Категория | Спортсмены | Соперник Результат | Соперник Результат | Соперник Результат | Соперник Результат | Соперник Результат | Место |
| --------- | ---------- | ------------------ | ------------------ | ------------------ | ------------------ | ------------------ | ----- |
| до 48 кг  |            | Не участвовала     |                    |                    |                    |                    |       |
| до 52 кг  |            | Не участвовала     |                    |                    |                    |                    |       |
| до 57 кг  |            | Не участвовала     |                    |                    |                    |                    |       |
| до 63 кг  |            | Не участвовала     |                    |                    |                    |                    |       |
| до 70 кг  |            |                    |                    |                    |                    |                    |       |

### Конный спорт
Спортсменов — 3

#### Выездка
| Соревнование              | Спортсмены | Большой Приз | Большой Приз | Переездка Большого Приза | Переездка Большого Приза | КЮР Большого Приза | КЮР Большого Приза | Всего     | Всего |
| Соревнование              | Спортсмены | Результат    | Место        | Результат                | Место                    | Результат          | Место              | Результат | Место |
| ------------------------- | ---------- | ------------ | ------------ | ------------------------ | ------------------------ | ------------------ | ------------------ | --------- | ----- |
| Индивидуальное первенство |            |              |              |                          |                          |                    |                    |           |       |

#### Троеборье
| Соревнование              | Спортсмены | Манежная езда | Манежная езда | Кросс     | Кросс | Конкур    | Конкур | Финальный конкур | Финальный конкур | Всего     | Всего |
| Соревнование              | Спортсмены | Результат     | Место         | Результат | Место | Результат | Место  | Результат        | Место            | Результат | Место |
| ------------------------- | ---------- | ------------- | ------------- | --------- | ----- | --------- | ------ | ---------------- | ---------------- | --------- | ----- |
| индивидуальное первенство |            |               |               |           |       |           |        |                  |                  |           |       |
|                           |            |               |               |           |       |           |        |                  |                  |           |       |

### Лёгкая атлетика
Спортсменов —
Мужчины
| Дисциплина      | Спортсмен      | Предварительный раунд | Предварительный раунд | Четвертьфиналы | Четвертьфиналы | Полуфиналы | Полуфиналы | Финал                | Финал                |
| Дисциплина      | Спортсмен      | Результат             | Место                 | Результат      | Место          | Результат  | Место      | Результат            | Место                |
| --------------- | -------------- | --------------------- | --------------------- | -------------- | -------------- | ---------- | ---------- | -------------------- | -------------------- |
| 100 м           |                |                       |                       |                |                |            |            |                      |                      |
| 200 м           |                |                       |                       |                |                |            |            |                      |                      |
| 400 м           |                |                       |                       |                |                |            |            |                      |                      |
| 1500 м          |                |                       |                       |                |                |            |            |                      |                      |
| 5 000 м         |                |                       |                       |                |                |            |            |                      |                      |
| 10 000 м        |                |                       |                       |                |                |            |            |                      |                      |
| 110 м с/б       | Эмануэле Абате | 13,46                 | 4 (q)                 |                |                | 13,35      | 4          | Завершил выступление | Завершил выступление |
| 3 000 м с/п     |                |                       |                       |                |                |            |            |                      |                      |
| марафон         |                |                       |                       |                |                |            |            |                      |                      |
|                 |                |                       |                       |                |                |            |            |                      |                      |
| ходьба на 20 км |                |                       |                       |                |                |            |            |                      |                      |
|                 |                |                       |                       |                |                |            |            |                      |                      |
| ходьба на 50 км |                |                       |                       |                |                |            |            |                      |                      |
|                 |                |                       |                       |                |                |            |            |                      |                      |
| тройной прыжок  |                |                       |                       |                |                |            |            |                      |                      |
| прыжки в высоту |                |                       |                       |                |                |            |            |                      |                      |
| толкание ядра   |                |                       |                       |                |                |            |            |                      |                      |
| метание диска   |                |                       |                       |                |                |            |            |                      |                      |

Женщины
| Дисциплина      | Спортсмен | Предварительный раунд | Предварительный раунд | Четвертьфиналы | Четвертьфиналы | Полуфиналы | Полуфиналы | Финал     | Финал |
| Дисциплина      | Спортсмен | Результат             | Место                 | Результат      | Место          | Результат  | Место      | Результат | Место |
| --------------- | --------- | --------------------- | --------------------- | -------------- | -------------- | ---------- | ---------- | --------- | ----- |
| 400 м           |           |                       |                       |                |                |            |            |           |       |
| 800 м           |           |                       |                       |                |                |            |            |           |       |
| 5 000 м         |           |                       |                       |                |                |            |            |           |       |
| 100 м с/б       |           |                       |                       |                |                |            |            |           |       |
| 400 м с/б       |           |                       |                       |                |                |            |            |           |       |
| 3 000 м с/п     |           |                       |                       |                |                |            |            |           |       |
| марафон         |           |                       |                       |                |                |            |            |           |       |
|                 |           |                       |                       |                |                |            |            |           |       |
|                 |           |                       |                       |                |                |            |            |           |       |
| ходьба на 20 км |           |                       |                       |                |                |            |            |           |       |
|                 |           |                       |                       |                |                |            |            |           |       |
| тройной прыжок  |           |                       |                       |                |                |            |            |           |       |
| прыжки в высоту |           |                       |                       |                |                |            |            |           |       |
| прыжки с шестом |           |                       |                       |                |                |            |            |           |       |
| толкание ядра   |           |                       |                       |                |                |            |            |           |       |
| метание копья   |           |                       |                       |                |                |            |            |           |       |
| метание молота  |           |                       |                       |                |                |            |            |           |       |
| семиборье       |           |                       |                       |                |                |            |            |           |       |

### Настольный теннис
Спортсменов — 1
Соревнования по настольному теннису проходили по системе плей-офф. Каждый матч продолжался до тех пор, пока один из теннисистов не выигрывал 4 партии. Сильнейшие 16 спортсменов начинали соревнования с третьего раунда, следующие 16 по рейтингу стартовали со второго раунда.
Мужчины
| Соревнование     | Спортсмены          | Квалификация       | Первый раунд                | Второй раунд               | Третий раунд         | 1/8 финала           | Четвертьфинал        | Полуфинал            | Финал                | Место |
| Соревнование     | Спортсмены          | Соперник Результат | Соперник Результат          | Соперник Результат         | Соперник Результат   | Соперник Результат   | Соперник Результат   | Соперник Результат   | Соперник Результат   | Место |
| ---------------- | ------------------- | ------------------ | --------------------------- | -------------------------- | -------------------- | -------------------- | -------------------- | -------------------- | -------------------- | ----- |
| Одиночный разряд | Михай Бобочика (42) | Не участвовал      | А. Перейра (CUB) (55) В 4:0 | В. Шлагер (AUT) (25) П 2:4 | Завершил выступление | Завершил выступление | Завершил выступление | Завершил выступление | Завершил выступление | 33    |

### Парусный спорт
Спортсменов — 16
Соревнования по парусному спорту в каждом из классов состояли из 10 гонок, за исключением класса 49er, где проводилось 15 заездов. В каждой гонке спортсмены стартовали одновременно. Победителем каждой из гонок становился экипаж, первым пересекший финишную черту. Количество очков, идущих в общий зачёт, соответствовало занятому командой месту. 10 лучших экипажей по результатам 10 гонок попадали в медальную гонку, результаты которой также шли в общий зачёт. В случае если участник соревнований не смог завершить гонку ему начислялось количество очков, равное количеству участников плюс один. При итоговом подсчёте очков не учитывался худший результат, показанный экипажем в одной из гонок. Сборная, набравшая наименьшее количество очков, становится олимпийским чемпионом.
Мужчины
| Класс | Спортсмены        | Гонка | Гонка | Гонка | Гонка | Гонка | Гонка | Гонка | Гонка | Гонка | Гонка | Гонка         | Очки | Место |
| Класс | Спортсмены        | 1     | 2     | 3     | 4     | 5     | 6     | 7     | 8     | 9     | 10    | M             | Очки | Место |
| ----- | ----------------- | ----- | ----- | ----- | ----- | ----- | ----- | ----- | ----- | ----- | ----- | ------------- | ---- | ----- |
| RS:X  | Федерико Эспозито | 31    | 30    | 33    | 31    | 32    | 36    | 33    | 35    | 29    | 15    | Не участвовал | 269  | 34    |
| 470   |                   |       |       |       |       |       |       |       |       |       |       |               |      |       |
| Лазер |                   |       |       |       |       |       |       |       |       |       |       |               |      |       |
| Финн  |                   |       |       |       |       |       |       |       |       |       |       |               |      |       |

Женщины
| Класс        | Спортсмены | Гонка | Гонка | Гонка | Гонка | Гонка | Гонка | Гонка | Гонка | Гонка | Гонка | Гонка | Очки | Место |
| Класс        | Спортсмены | 1     | 2     | 3     | 4     | 5     | 6     | 7     | 8     | 9     | 10    | M     | Очки | Место |
| ------------ | ---------- | ----- | ----- | ----- | ----- | ----- | ----- | ----- | ----- | ----- | ----- | ----- | ---- | ----- |
| RS:X         |            |       |       |       |       |       |       |       |       |       |       |       |      |       |
| 470          |            |       |       |       |       |       |       |       |       |       |       |       |      |       |
| Лазер Радиал |            |       |       |       |       |       |       |       |       |       |       |       |      |       |

Открытый класс
| Класс | Спортсмены | Гонка | Гонка | Гонка | Гонка | Гонка | Гонка | Гонка | Гонка | Гонка | Гонка | Гонка | Гонка | Гонка | Гонка | Гонка | Гонка | Очки | Место |
| Класс | Спортсмены | 1     | 2     | 3     | 4     | 5     | 6     | 7     | 8     | 9     | 10    | 11    | 12    | 13    | 14    | 15    | M     | Очки | Место |
| ----- | ---------- | ----- | ----- | ----- | ----- | ----- | ----- | ----- | ----- | ----- | ----- | ----- | ----- | ----- | ----- | ----- | ----- | ---- | ----- |
| 49er  |            |       |       |       |       |       |       |       |       |       |       |       |       |       |       |       |       |      |       |

Использованы следующие сокращения:
- M — медальная гонка

### Современное пятиборье
Спортсменов — 4
Современное пятиборье включает в себя: стрельбу, плавание, фехтование, верховую езду и бег. Впервые в истории соревнования по современному пятиборью проводились в новом формате. Бег и стрельба были объединены в один вид — комбайн. В комбайне спортсмены стартовали с гандикапом, набранным за предыдущие три дисциплины (4 очка = 1 секунда). Олимпийским чемпионом становится спортсмен, который пересекает финишную линию первым.
Мужчины
| Соревнование              | Спортсмены       | Фехтование | Фехтование | Фехтование | Плавание | Плавание | Плавание | Верховая езда | Верховая езда | Верховая езда | Комбайн  | Комбайн | Комбайн | Всего     | Всего |
| Соревнование              | Спортсмены       | Побед      | Очки       | Место      | Время    | Очки     | Место    | Штраф         | Очки          | Место         | Время    | Очки    | Место   | Результат | Место |
| ------------------------- | ---------------- | ---------- | ---------- | ---------- | -------- | -------- | -------- | ------------- | ------------- | ------------- | -------- | ------- | ------- | --------- | ----- |
| Индивидуальное первенство | Риккардо Де Лука | 16         | 784        | 20         | 2:08,29  | 1264     | 24       | 0             | 1200          | 1             | 10:32,34 | 2472    | 5       | 5720      | 9     |
| Индивидуальное первенство | Никола Бенедетти | 17         | 808        | 13         | 2:18,47  | 1140     | 36       | 116           | 1084          | 26            | 10:16,92 | 2536    | 1       | 5568      | 20    |

Женщины
| Соревнование              | Спортсмены | Фехтование | Фехтование | Фехтование | Плавание | Плавание | Плавание | Верховая езда | Верховая езда | Верховая езда | Комбайн | Комбайн | Комбайн | Всего     | Всего |
| Соревнование              | Спортсмены | Побед      | Очки       | Место      | Время    | Очки     | Место    | Штраф         | Очки          | Место         | Время   | Очки    | Место   | Результат | Место |
| ------------------------- | ---------- | ---------- | ---------- | ---------- | -------- | -------- | -------- | ------------- | ------------- | ------------- | ------- | ------- | ------- | --------- | ----- |
| Индивидуальное первенство |            |            |            |            |          |          |          |               |               |               |         |         |         |           |       |
|                           |            |            |            |            |          |          |          |               |               |               |         |         |         |           |       |

### Стрельба
Спортсменов — 15
По итогам квалификации 6 или 8 лучших спортсменов (в зависимости от дисциплины), набравшие наибольшее количество очков, проходили в финал. Победителем соревнований становился стрелок, набравший наибольшую сумму очков по итогам квалификации и финала. В пулевой стрельбе в финале количество очков за попадание в каждой из попыток измерялось с точностью до десятой.
Мужчины
| Соревнование                          | Спортсмены        | Квалификация | Квалификация | Финал                | Всего                | Всего                |
| Соревнование                          | Спортсмены        | Результат    | Место        | Финал                | Результат            | Место                |
| ------------------------------------- | ----------------- | ------------ | ------------ | -------------------- | -------------------- | -------------------- |
| Пневматическая винтовка, 10 метров    |                   |              |              |                      |                      |                      |
|                                       |                   |              |              |                      |                      |                      |
| Винтовка из трёх положений, 50 метров | Никколо Камприани | 1180 (OR)    | 1            | 98,5                 | 1278,5 (OR)          | 1                    |
| Винтовка из трёх положений, 50 метров | Марко де Николо   | 1165         | 15           | Завершил выступление | Завершил выступление | Завершил выступление |
| Пневматический пистолет, 10 метров    |                   |              |              |                      |                      |                      |
| Пистолет, 50 метров                   |                   |              |              |                      |                      |                      |
|                                       |                   |              |              |                      |                      |                      |
| трап                                  |                   |              |              |                      |                      |                      |
|                                       |                   |              |              |                      |                      |                      |
| дубль-трап                            |                   |              |              |                      |                      |                      |
|                                       |                   |              |              |                      |                      |                      |
| скит                                  |                   |              |              |                      |                      |                      |
|                                       |                   |              |              |                      |                      |                      |

Женщины
| Соревнование                       | Спортсмены | Квалификация | Квалификация | Финал | Всего     | Всего |
| Соревнование                       | Спортсмены | Результат    | Место        | Финал | Результат | Место |
| ---------------------------------- | ---------- | ------------ | ------------ | ----- | --------- | ----- |
| пневматическая винтовка, 10 метров |            |              |              |       |           |       |
|                                    |            |              |              |       |           |       |
| трап                               |            |              |              |       |           |       |
| скит                               |            |              |              |       |           |       |

### Стрельба из лука
Спортсменов — 6
Мужчины
| Соревнование              | Спортсмены                                     | Квалификация | Квалификация | 1/32 финала                  | 1/16 финала        | 1/8 финала                  | Четвертьфинал            | Полуфинал                  | Финал                  | Место |
| Соревнование              | Спортсмены                                     | Результат    | Место        | Соперник Результат           | Соперник Результат | Соперник Результат          | Соперник Результат       | Соперник Результат         | Соперник Результат     | Место |
| ------------------------- | ---------------------------------------------- | ------------ | ------------ | ---------------------------- | ------------------ | --------------------------- | ------------------------ | -------------------------- | ---------------------- | ----- |
| Индивидуальное первенство | Мауро Несполи                                  | 674          | 11           | Чжэнь Юйчжэн (TPE) (54)      |                    |                             |                          |                            |                        |       |
| Индивидуальное первенство | Марко Гальяццо                                 | 662          | 36           | Хуан Рене Серрано (MEX) (29) |                    |                             |                          |                            |                        |       |
| Индивидуальное первенство | Микеле Франджилли                              | 662          | 37           | Дмитрий Грачёв (UKR) (28)    |                    |                             |                          |                            |                        |       |
| Командное первенство      | Марко Гальяццо Микеле Франджилли Мауро Несполи | 1998         | 6            |                              |                    | Тайвань (11) · поб. 216:206 | Китай (3) · поб. 220:216 | Мексика (7) · поб. 217:215 | США (4) · поб. 219:218 |       |

Женщины
| Соревнование              | Спортсмены                                   | Квалификация | Квалификация | 1/32 финала               | 1/16 финала        | 1/8 финала         | Четвертьфинал      | Полуфинал          | Финал              |
| Соревнование              | Спортсмены                                   | Результат    | Место        | Соперник Результат        | Соперник Результат | Соперник Результат | Соперник Результат | Соперник Результат | Соперник Результат |
| ------------------------- | -------------------------------------------- | ------------ | ------------ | ------------------------- | ------------------ | ------------------ | ------------------ | ------------------ | ------------------ |
| Индивидуальное первенство | Пия Льонетти                                 | 652          | 19           | Карен Хюльтцер (RSA) (46) |                    |                    |                    |                    |                    |
| Индивидуальное первенство | Наталья Валеева                              | 650          | 24           | Квон Ын Силь (PRK) (41)   |                    |                    |                    |                    |                    |
| Индивидуальное первенство | Джессика Томази                              | 635          | 44           | Чхве Хён Чжу (KOR) (21)   |                    |                    |                    |                    |                    |
| Командное первенство      | Пия Льонетти Наталья Валеева Джессика Томази | 1937         | 10           |                           |                    | Китай (7)          |                    |                    |                    |

### Тхэквондо
Спортсменов — 2
Мужчины
| Соревнование | Спортсмен       | Турнир       | 1/8 финала                    | Четвертьфинал               | Полуфинал                        | Финал                             |
| Соревнование | Спортсмен       | Турнир       | Соперник Результат            | Соперник Результат          | Соперник Результат               | Соперник Результат                |
| ------------ | --------------- | ------------ | ----------------------------- | --------------------------- | -------------------------------- | --------------------------------- |
| до 80 кг     | Мауро Сармьенто | За 1-е место | Расул Абдураим (KGZ) поб. 5—1 | Рамин Азизов (AZE) поб. 2—1 | Николас Гарсия (ESP) пор. 1—2    | Не прошел                         |
| до 80 кг     | Мауро Сармьенто | За 3-е место |                               |                             |                                  | Несар Ахмад Бахави (AFG) поб. 4—0 |
| свыше 80 кг  | Карло Мольфетта | За 1-е место | Алишер Гулов (TJK) поб. 7—3   | Лю Сяобо (CHN) поб. 6—5     | Даба Модибо Кейта (MLI) пор. 6—4 | Энтони Обаме (GAB) поб. +9—9      |
| свыше 80 кг  | Карло Мольфетта | За 3-е место |                               |                             |                                  |                                   |

### Тяжёлая атлетика
Спортсменов — 1
Мужчины
| Категория | Спортсмен        | Вес   | Рывок | Рывок | Рывок | Толчок | Толчок | Толчок | Всего | Место |
| Категория | Спортсмен        | Вес   | 1     | 2     | 3     | 1      | 2      | 3      | Всего | Место |
| --------- | ---------------- | ----- | ----- | ----- | ----- | ------ | ------ | ------ | ----- | ----- |
| до 56 кг  | Мирко Скарантино | 55.42 | 97    | 97    | 97    | 123    | 128    | 132    | 225   | 14    |

### Фехтование
Спортсменов — 19
В индивидуальных соревнованиях спортсмены сражаются три раунда по три минуты, либо до того момента, как один из спортсменов нанесёт 15 уколов. В командных соревнованиях поединок идёт 9 раундов по 3 минуты каждый, либо до 45 уколов. Если по окончании времени в поединке зафиксирован ничейный результат, то назначается дополнительная минута до «золотого» укола.
Мужчины
| Соревнование          | Спортсмены  | 1/32 финала        | 1/16 финала                 | 1/8 финала                      | Четвертьфиналы                 | Полуфиналы           | Финал матч за 3-е место | Место |
| Соревнование          | Спортсмены  | Соперник Результат | Соперник Результат          | Соперник Результат              | Соперник Результат             | Соперник Результат   | Соперник Результат      | Место |
| --------------------- | ----------- | ------------------ | --------------------------- | ------------------------------- | ------------------------------ | -------------------- | ----------------------- | ----- |
| Индивидуальная шпага  | Паоло Пиццо |                    | Лён Кхамин (HKG) поб. 15:14 | Александр Бузе (SEN) поб. 15:11 | Рубен Лимардо (VEN) пор. 12:15 | Завершил выступление | Завершил выступление    | 5     |
| Индивидуальная рапира |             |                    |                             |                                 |                                |                      |                         |       |
|                       |             |                    |                             |                                 |                                |                      |                         |       |
|                       |             |                    |                             |                                 |                                |                      |                         |       |
| Командная рапира      |             |                    |                             |                                 |                                |                      |                         |       |
| Индивидуальная сабля  |             |                    |                             |                                 |                                |                      |                         |       |
|                       |             |                    |                             |                                 |                                |                      |                         |       |
|                       |             |                    |                             |                                 |                                |                      |                         |       |
| Командная сабля       |             |                    |                             |                                 |                                |                      |                         |       |

Женщины
| Соревнование          | Спортсмены | 1/32 финала        | 1/16 финала        | 1/8 финала         | Четвертьфиналы     | Полуфиналы         | Матч за 3-е место  | Финал              | Место |
| Соревнование          | Спортсмены | Соперник Результат | Соперник Результат | Соперник Результат | Соперник Результат | Соперник Результат | Соперник Результат | Соперник Результат | Место |
| --------------------- | ---------- | ------------------ | ------------------ | ------------------ | ------------------ | ------------------ | ------------------ | ------------------ | ----- |
| Индивидуальная шпага  |            |                    |                    |                    |                    |                    |                    |                    |       |
|                       |            |                    |                    |                    |                    |                    |                    |                    |       |
|                       |            |                    |                    |                    |                    |                    |                    |                    |       |
| Командная шпага       |            |                    |                    |                    |                    |                    |                    |                    |       |
| Индивидуальная рапира |            |                    |                    |                    |                    |                    |                    |                    |       |
|                       |            |                    |                    |                    |                    |                    |                    |                    |       |
|                       |            |                    |                    |                    |                    |                    |                    |                    |       |
| Командная рапира      |            |                    |                    |                    |                    |                    |                    |                    |       |
| Индивидуальная сабля  |            |                    |                    |                    |                    |                    |                    |                    |       |
|                       |            |                    |                    |                    |                    |                    |                    |                    |       |